# District de Karl-Marx-Stadt
Le district de Karl-Marx-Stadt était l'un des 15 Bezirke (districts) de la République démocratique allemande, nouvelles subdivisions administratives créées lors de la réforme territoriale de 1952 en remplacement des cinq Länder préexistants. Ces districts furent à leur tour dissous en 1990, en vue de la réunification allemande, et remplacés par les cinq Länder anciens reconstitués, dont le district de Karl-Marx-Stadt constitue le district de Chemnitz, la partie occidentale de l'actuel Land de Saxe.
Selon le changement de nom du chef-lieu, le district s'est appelé « District de Chemnitz » jusqu'au 10 mai 1953, ainsi qu'après le 1 juin 1990. La ville de Karl-Marx-Stadt, aujourd'hui Chemnitz, se trouve dans le Land de Saxe.
Immatriculation automobile : T, X

## Démographie
- 1 859 500 habitants en 1989.

## Structure administrative
Le district comprenait :
- Les villes-arrondissements (Stadtkreis) de :

1. Karl-Marx-Stadt (129 km2, 317 600 hab.)
2. Plauen (58 km2, 78 800 hab.)
3. Zwickau (57 km2, 122 100 hab.)
4. Johanngeorgenstadt
5. Schneeberg

- Les arrondissements-ruraux (Landkreis) de :

1. Annaberg (de) (382 km2, 85 100 hab.)
2. Aue (de) (365 km2, 124 800 hab.)
3. Auerbach (de) (233 km2, 72 200 hab.)
4. Brand-Erbisdorf (de) (354 km2, 37 600 hab.)
5. Flöha (de) (263 km2, 53 500 hab.)
6. Freiberg (de) (310 km2, 84 500 hab.)
7. Glauchau (de) (174 km2, 70 200 hab.)
8. Hainichen (de) (318 km2, 69 200 hab.)
9. Hohenstein-Ernstthal (de) (134 km2, 62 300 hab.)
10. Karl-Marx-Stadt-Campagne (de) (292 km2, 109 100 hab.)
11. Klingenthal (de) (236 km2, 36 100 hab.)
12. Marienberg (de) (434 km2, 66 100 hab.)
13. Oelsnitz (de) (348 km2, 39 600 hab.)
14. Plauen-Campagne (de) (308 km2, 24 100 hab.)
15. Reichenbach (155 km2, 59 300 hab.)
16. Rochlitz (de) (311 km2, 52 800 hab.)
17. Schwarzenberg (de) (198 km2, 59 100 hab.)
18. Stollberg (de) (196 km2, 84 300 hab.)
19. Werdau (de) (208 km2, 76 600 hab.)
20. Zschopau (de) (214 km2, 56 700 hab.)
21. Zwickau-Campagne (de) (332 km2, 88 400 hab.)

## Gouvernement et les dirigeants du SED

### Premier secrétaire duSEDpour le district
- 1952–1959 Walter Buchheim (1904–1979)
- 1959–1963 Rolf Weihs (* 1920)
- 1963–1976 Paul Roscher (1913–1993)
- 1976–1989 Siegfried Lorenz (* 1930)
- 1989–1990 Norbert Kertscher (* 1954)

### Président du conseil de district
- 1952–1960 Max Müller (1899–1977)
- 1960–1963 Werner Felfe (1928–1988)
- 1963–1981 Heinz Arnold (* 1920)
- 1981–1990 Lothar Fichtner (* 1934)
- 1990 Albrecht Buttolo (mandataire du gouvernement)